# Хирогава (Вакаяма)
Хирогава (яп. 広川町 Хирогава-тё:) — посёлок в Японии, находящийся в уезде Арида префектуры Вакаяма. Площадь посёлка составляет 65,31 км², население — 7443 человека (1 августа 2014), плотность населения — 113,96 чел./км².

## Географическое положение
Посёлок расположен на острове Хонсю в префектуре Вакаяма региона Кинки. С ним граничат посёлки Юаса, Аридагава, Юра, Хидака, Хидакагава.

## Население
Население посёлка составляет 7443 человека (1 августа 2014), а плотность — 113,96 чел./км². Изменение численности населения с 1980 по 2005 годы:
| 1980 | 9178 чел. |  |
| 1985 | 9003 чел. |  |
| 1990 | 8809 чел. |  |
| 1995 | 8735 чел. |  |
| 2000 | 8361 чел. |  |
| 2005 | 8071 чел. |  |

## Символика
Деревом посёлка считается Quercus glauca, цветком — Lilium japonicum.